# Unmercenaries
Unmercenaries ist eine 2014 gegründete Funeral-Doom-Band.

## Geschichte
Unmercenaries wurde als multinationale Supergroup des Funeral Doom 2014 von Evander Sinque von Who Dies in Siberian Slush gemeinsam mit Roman Gungrind von Decay of Reality und Jürgen Fröhling von My Shameful gegründet. Das Projekt veröffentlichte im Dezember des gleichen Jahres ein Album über das von Sinque betriebene Label Moscow Funeral League Records. Daniel Neagoe von Eye of Solitude und Clouds trat dabei als Gastsänger in Erscheinung. Im Jahr 2017 starb Roman Gungrind, woraufhin weitere Aktivitäten von Unmercenaries ungewiss blieben.
Das Debüt Fallen in Disbelief wurde international positiv aufgenommen. „Vier gewaltige Songs“ nannte Joxe Schaefer das Album für Crossfire Metal und vergab sieben von zehn optionalen Punkten. Chris Jennings von Worship Metal vergab die gleiche Wertung und beschrieb das Album als „perfekten Eskapismus für diejenigen, die es lieben, sich in Unbehagen und Verzweiflung zu suhlen“. All merkte für das russische R.U.M.-Zine an, dass die Gruppe durchaus Berechtigung gegenüber den Hauptgruppen der Musiker besäße, es aber unsicher sei, ob eine weitere Veröffentlichung notwendig oder gerechtfertigt sei. Andere Besprechungen sahen in Fallen in Disbelief ein Album, bei dem es „ein leichtes [sei sich] darin zu verlieren“ oder auch einen Hinweis auf eine „Band, der es zu folgen lohnt“ sowie eine Veröffentlichung die „Fans des Genres […] testen“ sollten. Für Merchants of Air nannte Serge es „eines der Highlights des Jahres 2015“. Stefano Cavanna vom italienischen Webzine Metaleyes: In Your Eyes vergab 8,9 von zehn möglichen Punkten und nannte Unmercenaires, mit Blick auf den Funeral Doom „eine neue großartige Band, die unser Lieblingsgenre auf höchstem Niveau anbieten kann.“ Für Doom-Metal.com vergab Riccardo Veronese 9 von 10 Punkten und sprach eine Empfehlung jenen aus die Musik in Ausgestaltung von „Verzweiflung und einen Hauch von Hoffnungslosigkeit genießen“.

## Stil
Als unkonventioneller und progressiver Funeral Doom wird die Musik von Unmercenaries kategorisiert. Die Band agiere „schwungvoll“ mit einem äußerst präsenten Keyboardspiel sowie mit akustischen, folkloristischen und melodischen Zwischenspielen. Der Gesang variiere derweil zwischen mehreren Varianten gutturalen Ausdrucks, Growling und Screaming seien hier besonders präsent.

„Often recalling the dirge of Funeral Doom innovators Thergothon, the sustained repetition of Unmercenaries crushing riffs and accompanying vocals, which range from gargled death grunts to sickening shrieks, are suitably oppressive but superbly balanced with a warm clean tone, as popularised by Opeth’s Mikael Akerfeldt, and spartan use of My Dying Bride-esque keyboards.“

„Mit häufigen Erinnerungen an die Trauerelegien der Funeral-Doom-Erfinder Thergothon ist die Musik aus sich anhaltend wiederholenden zermalmenden Riffs und einem begleitenden Gesang der von gurgelnden Death-Grunts zu krank-widerlichem Schreien reicht, angemessen bedrückend, aber zugleich mit einem warmen, sauberen Klang wie von Opeths Mikael Åkerfeldt und spärlichen My-Dying-Bride-artigen Keyboardspiel, hervorragend ausbalanciert.“

## Diskografie
- 2014: Fallen in Disbelief (Album, Moscow Funeral League Records)